# Ljudevit Posavski
Ljudevit Posavski (... – 823) è stato duca della Bassa Pannonia dall'810 all'823.
Fu il condottiero degli Slavi Pannonici che guidò la resistenza contro la dominazione franca. Concluse strette alleanze con le altre tribù slave che abitavano le odierne Slovenia, Croazia e Serbia e, perciò, è spesso considerato un eroe nazionale della storia slovena e croata. Nell'818 Ljudevit inviò i suoi emissari all'imperatore Ludovico il Pio in Herstal, che gli illustrarono gli orrori compiuti da Cadalao e dai suoi in Pannonia, ma l'imperatore dei Franchi rifiutò ogni proposta di pace. Dopo essere stato pesantemente accusato dalla corte franca, Ljudevit iniziò una aperta ribellione contro i dominatori franchi nell'819.